# Vrbice (powiat Rychnov nad Kněžnou)
Vrbice – gmina w Czechach, w powiecie Rychnov nad Kněžnou, w kraju hradeckim.
1 stycznia 2017 gminę zamieszkiwało 150 osób, a ich średni wiek wynosił 41,5 roku.